# 1957 a vasúti közlekedésben
Ez a szócikk a 1957-ben történt vasúti eseményeket mutatja be.

## Események Magyarországon
- Február 26. - Újra megalakul a személyzeti osztály a MÁV vezérigazgatóságon.[1]